# Christian Sarron
Christian Sarron (Clermont-Ferrand, Francia, 27 de marzo de 1955) es un expiloto de motociclismo francés.
Comenzó su carrera en una Kawasaki cuando conoció al corredor francés Patrick Pons. Pons lo ayudó a comenzar su carrera en el circuito internacional de carreras. Su primera victoria vino bajo la lluvia en el Gran Premio de Alemania de 1977. Se lesionó en una carrera de 750cc tras lo cual comenzó una tendencia de numerosas lesiones durante los próximos años. En 1982, volvió a ganar en la lluvia en el Gran Premio de Finlandia, consolidando su reputación como un piloto experto en pistas mojadas. Terminó la temporada 1982 en la octava posición en la clase 350cc y en la décima en la 250cc.
Terminó en segundo lugar detrás de Carlos Lavado en la clase 250cc en 1983 con una victoria en el Gran Premio de Suecia. En 1984, ganó tres veces en una Yamaha y consiguió el Campeonato Mundial de 250cc.
El año siguiente lo vio ascender a la primera división de 500cc con el equipo Gauloises-Yamaha, donde ganó de nuevo bajo la lluvia en el Gran Premio de Alemania de 1985. Terminó la temporada en un impresionante tercer lugar detrás de Freddie Spencer y Eddie Lawson. En 1989, volvió a terminar tercero en el campeonato de 500cc detrás de Lawson y Wayne Rainey.
La carrera de 500cc de Sarron ocurrió en un momento en que las motos se adaptaban al estilo de deslizamiento de los estadounidenses que habían sido criados en óvalos de dirt track, sin embargo Sarron todavía logró conseguir resultados respetables. En 1994, se unió con su hermano Dominique Sarron para ganar la prestigiosa carrera de resistencia Bol d'Or. En 1995 se retiró de la competencia para asumir el papel de director de equipo para el equipo de Superbike de Yamaha.

## Resultados en el Campeonato del Mundo
Sistema de puntuación desde 1969 hasta 1987:
| Posición | 1.º | 2.º | 3.º | 4.º | 5.º | 6.º | 7.º | 8.º | 9.º | 10.º |
| Puntos   | 15  | 12  | 10  | 8   | 6   | 5   | 4   | 3   | 2   | 1    |

Sistema de puntuación desde 1988 hasta 1991:
| Posición | 1.º | 2.º | 3.º | 4.º | 5.º | 6.º | 7.º | 8.º | 9.º | 10.º | 11.º | 12.º | 13.º | 14.º | 15.º |
| Puntos   | 20  | 17  | 15  | 13  | 11  | 10  | 9   | 8   | 7   | 6    | 5    | 4    | 3    | 2    | 1    |

### Carreras por año
(Carreras en negrita indica pole position, carreras en cursiva indica vuelta rápida)
| Año  | Cat.  | Equipo         | Moto   | 1       | 2       | 3       | 4       | 5       | 6       | 7       | 8       | 9       | 10      | 11      | 12      | 13      | 14      | 15      | Pts.  | Pos. | Victorias |
| ---- | ----- | -------------- | ------ | ------- | ------- | ------- | ------- | ------- | ------- | ------- | ------- | ------- | ------- | ------- | ------- | ------- | ------- | ------- | ----- | ---- | --------- |
| 1976 | 250cc | Sonauto-Yamaha |        | FRA 18  |         | NAT 14  | YUG -   | IOM -   | NED -   | BEL -   | SWE -   | FIN -   | CZE -   | GER -   | ESP -   |         |         |         | 0     | -    | 0         |
| 1976 | 350cc | Sonauto-Yamaha | TZ350  | FRA -   | AUT -   | NAT -   | IOM -   | NED -   | FIN -   | CZE 10  | GER 7   | ESP -   |         |         |         |         |         |         | 5     | 26.º | 0         |
| 1977 | 250cc | Sonauto-Yamaha | TZ250  | VEN -   | GER 1   | NAT Ret | ESP 4   | FRA Ret | YUG -   | NED Ret | BEL -   | SWE 14  | FIN Ret | CZE Ret | GBR Ret |         |         |         | 23    | 14.º | 1         |
| 1977 | 350cc | Sonauto-Yamaha | TZ350  | VEN -   | GER 8   | NAT Ret | ESP 2   | FRA Ret | YUG Ret | NED Ret |         | SWE 10  | FIN 2   | CZE 3   | GBR Ret |         |         |         | 38    | 7.º  | 0         |
| 1978 | 350cc | Sonauto-Yamaha | TZ350  | VEN 6   | AUT Ret | FRA Ret | NAT Ret | NED 5   | SWE Ret | FIN Ret | GBR 7   | GER Ret | CZE -   | YUG -   |         |         |         |         | 15    | 15.º | 0         |
| 1979 | 500cc | Sonauto-Yamaha | TZ500  | VEN 7   | AUT -   | GER 8   | NAT Ret | ESP DNQ | YUG 7   | NED 9   | BEL DNS | SWE 9   | FIN 5   | GBR 6   | FRA     |         |         |         | 26    | 11.º | 0         |
| 1980 | 500cc | Yamaha         | TZ500  | NAT Ret | ESP Ret | FRA -   | NED -   | BEL -   | FIN -   | GBR -   | GER -   |         |         |         |         |         |         |         | 0     | -    | 0         |
| 1981 | 500cc | Sonauto-Yamaha | TZ500  | AUT Ret | GER Ret | NAT 9   | FRA Ret | YUG     | NED 17  | BEL Ret | RSM 12  | GBR 18  | FIN Ret | SWE Ret |         |         |         |         | 2     | 23.º | 0         |
| 1982 | 250cc | Sonauto-Yamaha | TZ250  |         |         | FRA -   | ESP 9   | NAT 8   | NED Ret | BEL Ret | YUG 5   | GBR Ret | SWE -   | FIN 1   | CZE Ret | RSM Ret | GER 22  |         | 26    | 10.º | 1         |
| 1982 | 350cc | Sonauto-Yamaha | TZ350  | ARG -   | AUT Ret | FRA -   |         | NAT 14  | NED 5   |         |         | GBR 5   |         | FIN 2   | CZE 7   |         | GER Ret |         | 28    | 8.º  | 0         |
| 1983 | 250cc | Sonauto-Yamaha | TZ250  | RSA Ret | FRA Ret | NAT Ret | GER 7   | ESP 2   | AUT 4   | YUG 2   | NED Ret | BEL 2   | GBR 3   | SWE 1   |         |         |         |         | 73    | 2.º  | 1         |
| 1984 | 250cc | Sonauto-Yamaha | TZ250  | RSA 2   | NAT Ret | ESP 2   | AUT 1   | GER 1   | FRA 5   | YUG 2   | NED Ret | BEL 3   | GBR 1   | SWE 2   | RSM Ret |         |         |         | 109   | 1.º  | 3         |
| 1985 | 500cc | Sonauto-Yamaha | YZR500 | RSA 6   | ESP 3   | GER 1   | NAT 5   | AUT 3   | YUG 5   | NED Ret | BEL 3   | FRA Ret | GBR 3   | SWE 4   | RSM Ret |         |         |         | 80    | 3.º  | 1         |
| 1986 | 500cc | Sonauto-Yamaha | YZR500 | ESP 5   | NAT 4   | GER Ret | AUT 4   | YUG 6   | NED 5   | BEL 3   | FRA 3   | GBR Ret | SWE -   | RSM 6   |         |         |         |         | 58    | 6.º  | 0         |
| 1987 | 500cc | Sonauto-Yamaha | YZR500 | JPN Ret | ESP Ret | GER Ret | NAT 3   | AUT 6   | YUG DNS | NED Ret | FRA 3   | GBR 4   | SWE Ret | CZE 7   | RSM 8   | POR 5   | BRA 5   | ARG Ret | 52    | 7.º  | 0         |
| 1988 | 500cc | Sonauto-Yamaha | YZR500 | JPN 8   | USA 6   | ESP 4   | EXP 4   | NAT Ret | GER 3   | AUT Ret | NED 3   | BEL Ret | YUG 2   | FRA 2   | GBR 3   | SWE 3   | CZE Ret | BRA 5   | 149   | 4.º  | 0         |
| 1989 | 500cc | Sonauto-Yamaha | YZR500 | JPN 7   | AUS 3   | USA 6   | ESP 4   | NAT DNS | GER 5   | AUT 4   | YUG 5   | NED 3   | BEL 4   | FRA 4   | GBR 5   | SWE 2   | CZE 4   | BRA 8   | 165.5 | 3.º  | 0         |
| 1990 | 500cc | Sonauto-Yamaha | YZR500 | JPN Ret | USA 4   | ESP 7   | NAT -   | GER 4   | AUT 7   | YUG DNQ | NED 7   | BEL 4   | FRA Ret | GBR 8   | SWE -   | CZE 6   | HUN Ret | AUS Ret | 84    | 9.º  | 0         |